# Macrogomphus wynaadicus
Macrogomphus wynaadicus är en trollsländeart som beskrevs av Fraser 1924. Macrogomphus wynaadicus ingår i släktet Macrogomphus och familjen flodtrollsländor. IUCN kategoriserar arten globalt som otillräckligt studerad. Inga underarter finns listade i Catalogue of Life.